# Distretto di Nishiiwai
Il distretto di Nishiiwai (西磐井郡?, Nishiiwai-gun) è uno dei distretti della prefettura di Iwate, in Giappone.
Fa parte del distretto solo il comune di Hiraizumi.
| Controllo di autorità | VIAF (EN) 260848925 · NDL (EN, JA) 00638598 |